# Fortitudo Mozzecane Calcio Femminile 2018-2019
Questa voce raccoglie le informazioni riguardanti la Associazione Sportiva Dilettantistica Fortitudo Mozzecane Calcio Femminile nelle competizioni ufficiali della stagione 2018-2019.

## Rosa
Rosa, ruoli e numeri di maglia tratti dal sito ufficiale. Nel corso della stagione i tabellini presenti nel sito FIGC hanno fornito diverse numerazioni non essendoci obbligo per le squadre di mantenere una numerazione fissa durante il campionato.
| N. |                   | Ruolo | Calciatrice        |
| -- | ----------------- | ----- | ------------------ |
| 1  | Italia (bandiera) | P     | Francesca Olivieri |
| 2  | Italia (bandiera) | D     | Lucia Bonfante     |
| 3  | Italia (bandiera) | D     | Giulia Caliari     |
| 4  | Italia (bandiera) | D     | Chiara Mele        |
| 5  | Italia (bandiera) | D     | Chiara Groff       |
| 6  | Italia (bandiera) | D     | Camilla Pavana     |
| 8  | Italia (bandiera) | C     | Silvia Carraro     |
| 9  | Malta (bandiera)  | A     | Martina Borg       |
| 10 | Italia (bandiera) | C     | Zoe Caneo          |
| 11 | Italia (bandiera) | A     | Martina Gelmetti   |
| 12 | Italia (bandiera) | P     | Giulia Meleddu     |
| 13 | Italia (bandiera) | D     | Alessia Pecchini   |
| 15 | Italia (bandiera) | A     | Anita Pegoraro     |
| 16 | Italia (bandiera) | C     | Rachele Peretti    |

| N. |                   | Ruolo | Calciatrice                   |
| -- | ----------------- | ----- | ----------------------------- |
| 17 | Italia (bandiera) | C     | Francesca Signori             |
| 18 | Italia (bandiera) | D     | Desirè Marconi                |
| 20 | Ghana (bandiera)  | C     | Joyce Asamoah                 |
| 21 | Italia (bandiera) | C     | Alexa Benincaso               |
| 22 | Italia (bandiera) | C     | Elisa Cinti                   |
| 23 | Italia (bandiera) | D     | Francesca Salaorni (capitano) |
| 28 | Italia (bandiera) | A     | Sara Bottigliero              |
| 29 | Italia (bandiera) | C     | Stefania Dallagiacoma         |
| 32 | Italia (bandiera) | A     | Romina Pinna                  |
| 37 | Italia (bandiera) | C     | Giorgia Bertolotti            |
|    | Italia (bandiera) | P     | Martina Perina                |
|    | Italia (bandiera) | D     | Letizia Malvezzi              |
|    | Italia (bandiera) | A     | Alice Martani                 |

## Calciomercato

### Sessione estiva
| Acquisti | Acquisti              | Acquisti           | Acquisti   |
| R.       | Nome                  | da                 | Modalità   |
| -------- | --------------------- | ------------------ | ---------- |
| P        | Giulia Meleddu        | ChievoVerona Valpo | definitivo |
| D        | Camilla Pavana        | AGSM Verona        | definitivo |
| C        | Alexa Benincaso       | ChievoVerona Valpo | definitivo |
| C        | Giorgia Bertolotti    | ???                |            |
| C        | Elisa Cinti           | Mantova            | definitivo |
| C        | Chiara Groff          | Pink Sport Time    | definitivo |
| A        | Martina Borg          | Apulia Trani       | definitivo |
| A        | Stefania Dallagiacoma | Unterland          | definitivo |
| A        | Romina Pinna          | Pink Sport Time    | definitivo |

| Cessioni | Cessioni                | Cessioni   | Cessioni   |
| R.       | Nome                    | a          | Modalità   |
| -------- | ----------------------- | ---------- | ---------- |
| D        | Elisa Fasoli            | Cittadella | definitivo |
| D        | Nana Yaa Welbeck-Maseko | SFK 2000   | definitivo |
| C        | Valeria Dal Molin       | Cittadella | definitivo |
| C        | Chiara De Vincenzi      | Cittadella | definitivo |
| A        | Alice Martani           | Mozzanica  | definitivo |

### Sessione invernale
| Acquisti | Acquisti      | Acquisti  | Acquisti |
| R.       | Nome          | da        | Modalità |
| -------- | ------------- | --------- | -------- |
| A        | Alice Martani | Mozzanica | [ 7 ]    |

| Cessioni | Cessioni | Cessioni | Cessioni |
| R.       | Nome     | a        | Modalità |
| -------- | -------- | -------- | -------- |

## Risultati

### Serie B

#### Girone di andata
| Arbitro: | Gabriele Restaldo (Ivrea) |

|                    |           |                       |
| Peretti 15’ (rig.) | Marcatori | 5’ Acuti 55’ Mastalli |

| Arbitro: | Ferrieri Caputi (Livorno) |

|            |           |              |
| Yeboaa 51’ | Marcatori | 53’ Gelmetti |

| Arbitro: | Luca Calvi (Bergamo) |

|                              |           |                              |
| Dallagiacoma 71’ Peretti 79’ | Marcatori | 77’ (rig.) Cama 89’ Ferrario |

| Arbitro: | Valerio Crezzini (Siena) |

|                                         |           |                                         |
| Porcarelli 24’ (rig.), 61’ Petralia 56’ | Marcatori | 41’ Peretti 53’, 75’ Pinna 68’ Gelmetti |

| Arbitro: | Giovanni Agostoni (Milano) |

|                                  |           |             |
| Pecchini 36’ Pinna 43’ Caneo 77’ | Marcatori | 55’ Simeone |

| Arbitro: | Ettore Longo (Cuneo) |

|              |           |                           |
| Di Luzio 19’ | Marcatori | 22’ Pecchini 24’ Gelmetti |

| Arbitro: | Andrea Calzavara (Varese) |

|                           |           |           |
| Pecchini 14’ Gelmetti 49’ | Marcatori | 75’ Ietto |

| Arbitro: | Giuseppe Vingo (Pisa) |

|  |           |                         |
|  | Marcatori | 10’ Pinna 90+3’ Martani |

| Arbitro: | Eugenio Scarpa (Collegno) |

|              |           |                    |
| Gelmetti 30’ | Marcatori | 84’ (rig.) Cimatti |

| Arbitro: | Erman Bullari (Brescia) |

|                      |           |  |
| Pinna 5’ Peretti 79’ | Marcatori |  |

| Arbitro: | William Villa (Rimini) |

|                                                                   |           |  |
| Marinelli 8’, 52’ Brustia 13’ Pandini 51’ Regazzoli 54’ Costi 75’ | Marcatori |  |

#### Girone di ritorno
| Arbitro: | Matteo Mori (La Spezia) |

|           |           |                           |
| Begič 90’ | Marcatori | 5’, 18’ Carraro 44’ Pinna |

| Arbitro: | Luca De Angeli (Milano) |

|                        |           |  |
| Pinna 10’ Gelmetti 71’ | Marcatori |  |

| Santa Margherita Ligure 10 febbraio 2019, ore 14:30 CET 14ª giornata | Genoa Women            | 0 – 0 referto | Fortitudo Mozzecane | Stadio Eugenio Broccardi\| Arbitro: \| Jacopo Bertini (Lucca) \| |
| Arbitro:                                                             | Jacopo Bertini (Lucca) |               |                     |                                                                  |

| Arbitro: | Gabriele Gandolfo (Bra) |

|                               |           |                |
| Gelmetti 16’, 88’ Peretti 53’ | Marcatori | 12’ Porcarelli |

| Arbitro: | Simone Taricone (Perugia) |

|  |           |                                                     |
|  | Marcatori | 2’ (aut.) Teci 20’ Martani 37’ Gelmetti 37’ Carraro |

| Arbitro: | Francesco D'Eusanio (Faenza) |

|                |           |                                  |
| Pinna 22’, 81’ | Marcatori | 19’ Di Luzio 26’, 82’ Gramolelli |

| Arbitro: | Alberto Arena (Torre del Greco) |

|               |           |  |
| Kovacevic 62’ | Marcatori |  |

| Villafranca di Verona 14 aprile 2019, ore 15:00 CEST 19ª giornata | Fortitudo Mozzecane      | 0 – 0 referto | Lazio | Stadio comunale\| Arbitro: \| Giuseppe Rispoli (Locri) \| |
| Arbitro:                                                          | Giuseppe Rispoli (Locri) |               |       |                                                           |

| Arbitro: | Andrea Bianchini (Perugia) |

|                                             |           |  |
| Cimatti 57’ Filippi 52’ Pecchini 73’ (aut.) | Marcatori |  |

| Arbitro: | Mihalache (Terni) |

|              |           | |
| Carrarini 6’ | Marcatori | 19’, 24’, 27’, 40’ Pinna 22’ Dallagiacoma 44’, 72’, 86’ Gelmetti 60’, 73’ Martani 62’ Caliari 80’ Peretti |

| Arbitro: | Sfira (Pordenone) |

|                        |           |                                                     |
| Gelmetti 31’ Groff 89’ | Marcatori | 2’ Costi 23’, 45’, 83’ Rognoni 38’ Baresi 47’ Santi |

### Coppa Italia

#### Primo turno
Triangolare 3
| Arbitro: | Galipò (Firenze) |

|                          |           |              |
| Burbassi 47’ Cimatti 50’ | Marcatori | 72’ Gelmetti |

| Arbitro: | Frosi (Treviglio) |

|                              |           |            |
| Peretti 41’ (rig.) Pinna 44’ | Marcatori | 73’ Yeboaa |

## Statistiche

### Statistiche di squadra
| Competizione | Punti | In casa | In casa | In casa | In casa | In casa | In casa | In trasferta | In trasferta | In trasferta | In trasferta | In trasferta | In trasferta | Totale | Totale | Totale | Totale | Totale | Totale | DR  |
| Competizione | Punti | G       | V       | N       | P       | Gf      | Gs      | G            | V            | N            | P            | Gf           | Gs           | G      | V      | N      | P      | Gf     | Gs     | DR  |
| ------------ | ----- | ------- | ------- | ------- | ------- | ------- | ------- | ------------ | ------------ | ------------ | ------------ | ------------ | ------------ | ------ | ------ | ------ | ------ | ------ | ------ | --- |
| Serie B      | 38    | 11      | 5       | 3       | 3       | 20      | 17      | 11           | 6            | 2            | 3            | 28           | 17           | 22     | 11     | 5      | 6      | 48     | 34     | +14 |
| Coppa Italia | -     | 1       | 1       | 0       | 0       | 2       | 1       | 1            | 0            | 0            | 1            | 1            | 2            | 2      | 1      | 0      | 1      | 3      | 3      | 0   |
| Totale       | -     | 12      | 6       | 3       | 3       | 22      | 18      | 12           | 6            | 2            | 4            | 29           | 19           | 24     | 12     | 5      | 7      | 51     | 37     | +14 |

### Andamento in campionato
| Giornata  | 1 | 2  | 3  | 4 | 5 | 6 | 7 | 8 | 9 | 10 | 11 | 12 | 13 | 14 | 15 | 16 | 17 | 18 | 19 | 20 | 21 | 22 |
| --------- | - | -- | -- | - | - | - | - | - | - | -- | -- | -- | -- | -- | -- | -- | -- | -- | -- | -- | -- | -- |
| Luogo     | C | T  | C  | T | C | T | C | T | C | C  | T  | T  | C  | T  | C  | T  | C  | T  | C  | T  | T  | C  |
| Risultato | P | N  | N  | V | V | V | V | V | N | V  | P  | V  | V  | N  | V  | V  | P  | P  | N  | P  | V  | P  |
| Posizione | 9 | 10 | 10 | 6 | 5 | 5 | 4 | 3 | 4 | 4  | 5  | 3  | 3  | 4  | 2  | 2  | 3  | 4  | 4  | 4  | 4  | 4  |

Legenda:

Luogo: C = Casa; T = Trasferta. Risultato: V = Vittoria; N = Pareggio; P = Sconfitta.

### Statistiche delle giocatrici
| Giocatore       | Serie B  | Serie B | Serie B     | Serie B    | Coppa Italia | Coppa Italia | Coppa Italia | Coppa Italia | Totale   | Totale | Totale      | Totale     |
| Giocatore       | Presenze | Reti    | Ammonizioni | Espulsioni | Presenze     | Reti         | Ammonizioni  | Espulsioni   | Presenze | Reti   | Ammonizioni | Espulsioni |
| --------------- | -------- | ------- | ----------- | ---------- | ------------ | ------------ | ------------ | ------------ | -------- | ------ | ----------- | ---------- |
| J. Asamoah      | -        | -       | -           | -          | -            | -            | -            | -            | -        | -      | -           | -          |
| A. Benincaso    | 19       | 0       | 1           | 0          | 2            | 0            | 0            | 0            | 21       | 0      | 1           | 0          |
| G. Bertolotti   | 14       | 0       | 1           | 0          | 2            | 0            | 0            | 0            | 16       | 0      | 1           | 0          |
| L. Bonfante     | 9        | 0       | 0           | 0          | 2            | 0            | 0            | 0            | 11       | 0      | 0           | 0          |
| M. Borg         | 11       | 0       | 0           | 0          | -            | -            | -            | -            | 11       | 0      | 0           | 0          |
| S. Bottigliero  | 2        | 0       | 0           | 0          | 2            | 0            | 0            | 0            | 4        | 0      | 0           | 0          |
| G. Caliari      | 21       | 1       | 1           | 0          | 2            | 0            | 0            | 0            | 23       | 1      | 1           | 0          |
| Z. Caneo        | 12       | 1       | 2           | 0          | 1            | 0            | 0            | 0            | 13       | 1      | 2           | 0          |
| S. Carraro      | 21       | 3       | 5           | 1          | 2            | 0            | 0            | 0            | 23       | 3      | 5           | 1          |
| E. Cinti        | 4        | 0       | 0           | 0          | 0            | 0            | 0            | 0            | 4        | 0      | 0           | 0          |
| S. Dallagiacoma | 14       | 2       | 0           | 0          | -            | -            | -            | -            | 14       | 2      | 0           | 0          |
| M. Gelmetti     | 22       | 13      | 1           | 0          | 1            | 1            | 0            | 0            | 23       | 14     | 1           | 0          |
| C. Groff        | 20       | 1       | 2           | 0          | 2            | 0            | 0            | 0            | 22       | 1      | 2           | 0          |
| L. Malvezzi     | -        | -       | -           | -          | 1            | 0            | 0            | 0            | 1        | 0      | 0           | 0          |
| D. Marconi      | 1        | -       | -           | -          | -            | -            | -            | -            | 1        | -      | -           | -          |
| A. Martani      | 15       | 4       | 0           | 0          | -            | -            | -            | -            | 15       | 4      | 0           | 0          |
| C. Mele         | 12       | 0       | 2           | 0          | 1            | 0            | 1            | 0            | 13       | 0      | 3           | 0          |
| G. Meleddu      | 13       | -11     | 0           | 1          | 1            | -2           | 0            | 0            | 14       | -13    | 0           | 1          |
| F. Olivieri     | 10       | -22     | 0           | 0          | 1            | -1           | 0            | 0            | 11       | -23    | 0           | 0          |
| C. Pavana       | 18       | 0       | 1           | 0          | 2            | 0            | 0            | 0            | 20       | 0      | 1           | 0          |
| A. Pecchini     | 21       | 3       | 0           | 0          | 2            | 0            | 0            | 0            | 23       | 3      | 0           | 0          |
| A. Pegoraro     | -        | -       | -           | -          | -            | -            | -            | -            | -        | -      | -           | -          |
| R. Peretti      | 22       | 6       | 0           | 0          | 2            | 1            | 1            | 0            | 24       | 7      | 1           | 0          |
| M. Perina       | 1        | -1      | 0           | 0          | -            | -            | -            | -            | 1        | -1     | 0           | 0          |
| R. Pinna        | 22       | 13      | 0           | 0          | 2            | 1            | 0            | 0            | 24       | 14     | 0           | 0          |
| F. Salaorni     | 14       | 0       | 2           | 0          | -            | -            | -            | -            | 14       | 0      | 2           | 0          |
| F. Signori      | 10       | 0       | 2           | 0          | -            | -            | -            | -            | 10       | 0      | 2           | 0          |